# Aisha Abd al-Rahman
Aisha Abd al-Rahman (àrab: عائشة عبد الرحمن, ʿĀʾixa ʿAbd ar-Raḥmān) (Damiata, 18 de novembre de 1913 - el Caire, 1 de desembre de 1998) fou una escriptora i professora de literatura egípcia que publicava amb el pseudònim de Bint al-Shaṭiʾ (àrab: بنت الشاطئ, Bint ax-Xāṭiʾ, ‘la Xiqueta de la Riba’).

## Vida i carrera
Nasqué el 18 de novembre de 1913 a la ciutat egípcia de Damiata, en la governació homònima, on son pare feia classes en un institut religiós. Quan tenia deu anys, la seva mare, tot i ser analfabeta, la incrigué en una escola mentre son pare estava de viatge. Encara que son pare s'hi oposava, sa mare envià Aisha a Mansura per continuar estudiant. Més tard Aisha estudià Àrab a la Universitat del Caire i s'hi graduà al 1939; hi feu un màster al 1941.
Al 1942, Aisha treballa com a inspectora d'educació de literatura àrab per al Ministeri d'Educació d'Egipte. Es doctorà amb honors el 1950 i treballà de professora de literatura àrab en la facultat de dones de la Universitat Ain Shams.
Escrigué ficció i biografies de les primeres dones musulmanes, entre les quals s'incloïen la mare, les esposes i les filles del profeta Mahoma, també es dedicà a la crítica literària. Fou la segona dona de l'era moderna a realitzar una exegesi de l'Alcorà. No es considerava feminista, però la seua obra reflecteix la creença que les autores són més capaces que els homes d'analitzar les històries de vida de dones, ja que ells «ignoren l'instint femení».
Es casà amb Amin el-Khouli, professor seu en la Universitat del Caire durant els seus estudis de grau. Donà tots els seus llibres per a finalitats de recerca; al 1985 s'aixecà una estàtua en el seu honor al Caire. Morí l'1 de desembre de 1998 d'un infart, als 85 anys.